# Effie Gray

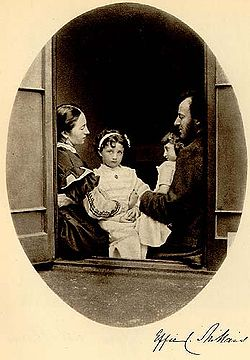
Effie, Millais en twee van hun dochters, 1865, door Lewis Carroll

Euphemia ('Effie') Chalmers Gray (Perth, 1828 – aldaar, 23 december 1897) was een muze en model van de prerafaëlieten. Ze was eerst getrouwd met John Ruskin en vervolgens met John Everett Millais, voor wie ze ook veelvuldig poseerde. Ze was de oudere zus van Sophy Gray, die eveneens vaak model stond voor Millais.

## Leven

#### Huwelijken met Ruskin en Millais
Effie Gray bracht haar jeugd door in Perth, in het landhuis Bowerswell, waar de grootvader van John Ruskin zelfmoord had gepleegd. De families Gray en Ruskin kenden elkaar en reeds in 1841 schreef John een fantasieroman voor haar, The King of the Golden River. In 1848 traden ze in het huwelijk, maar al snel voelde Effie zich onderdrukt door Ruskins dogmatische persoonlijkheid en hun verschil in temperament. Effie schreef later aan haar vader dat Ruskin “vrouwen heel anders had voorgesteld dan hoe ik bleek te zijn”.
Toen Effie Gray twee jaar later Millais ontmoette was ze nog steeds maagd, naar verluidt vanwege een fobische afkeer van Ruskin voor schaamhaar en menstruatiebloed. Ze poseerde voor het eerst voor Millais in 1852, voor diens schilderij The Order of Release. Nadat Millais Effie Gray en John Ruskin vervolgens vergezelde tijdens een reis naar Schotland werden de twee verliefd en ontstond een gepassioneerde relatie. In 1854 verliet ze Ruskin, liet hun kerkelijk huwelijk nietig verklaren (hetgeen toentertijd voor een schandaal zorgde) en trouwde met Millais, met wie ze vervolgens acht kinderen kreeg. Ze zou nog met regelmaat poseren voor Millais, waarbij Peace Concluded (1856) wel als het bekendste schilderij geldt.

#### Invloed op Millais
Mede onder druk van Effie begon Millais zijn schilderstijl aan te passen. Hoewel de prerafaëlitische stijl nog steeds duidelijk herkenbaar bleef begon hij zich toch ook steeds meer aan te passen aan de algemeen gangbare smaak. Uiteindelijk moest er ook geld verdiend worden met een kinderrijk gezin. Effie fungeerde dan ook als een soort van verkoopmanager voor zijn werk, dacht mee over de onderwerpskeuze en liet ook haar zussen Sophie en Alice poseren. Millais begon wat ‘losser’ te schilderen, met minder aandacht voor detail dan in zijn vroege werken, hetgeen zijn productie aanzienlijk verhoogde. Ruskin, die zich nooit helemaal van Effie los heeft kunnen maken, bestempelde de stijlverandering als ‘catastrofaal’.

#### Later leven
Voor haar huwelijk met Millais was Effie sociaal bijzonder actief geweest, maar vanwege de nietigverklaring van haar huwelijk mocht ze geen officiële functies meer vervullen en was ze bij veel publieke bijeenkomsten niet meer welkom. Zo mocht ze bijvoorbeeld niet meer verschijnen bij gelegenheden waarbij ook de koningin aanwezig was, hetgeen haar uitermate dwarszat. Toen Millais in 1895 ziek werd hief koningin Victoria deze restricties op. Effie overleed echter korte tijd later, in december 1897, in haar geboortehuis Bowerswell te Perth, 16 maanden na de dood van Millais.
De driehoeksverhouding tussen Effie Gray, Ruskin en Millais is meermaals geromantiseerd en verfilmd. In 2009 werd door de BBC nog een zesdelige televisieserie gemaakt onder de titel Desperate Romantics, waarbij Effies liefdesleven een centraal thema vormde. In 2011 verscheen een nieuwe biografische roman van Suzanne Fagence Cooper: The Model Wife; The Passionate Lives Of Effie Gray, John Ruskin And John Everett Millais.

## Model voor Millais

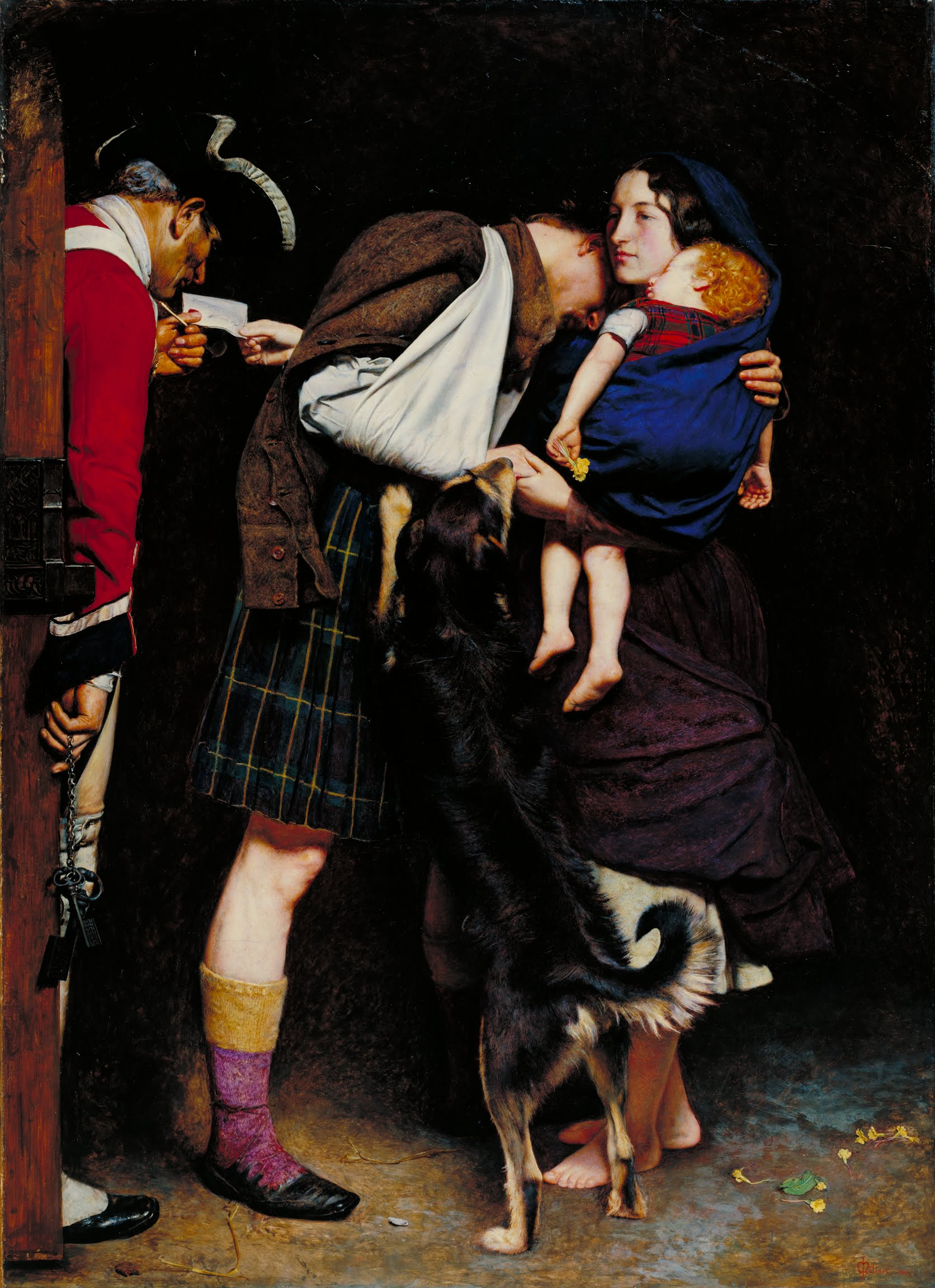
The order of Release, over een vrijgelaten Schotse rebel en zijn trouwe vrouw
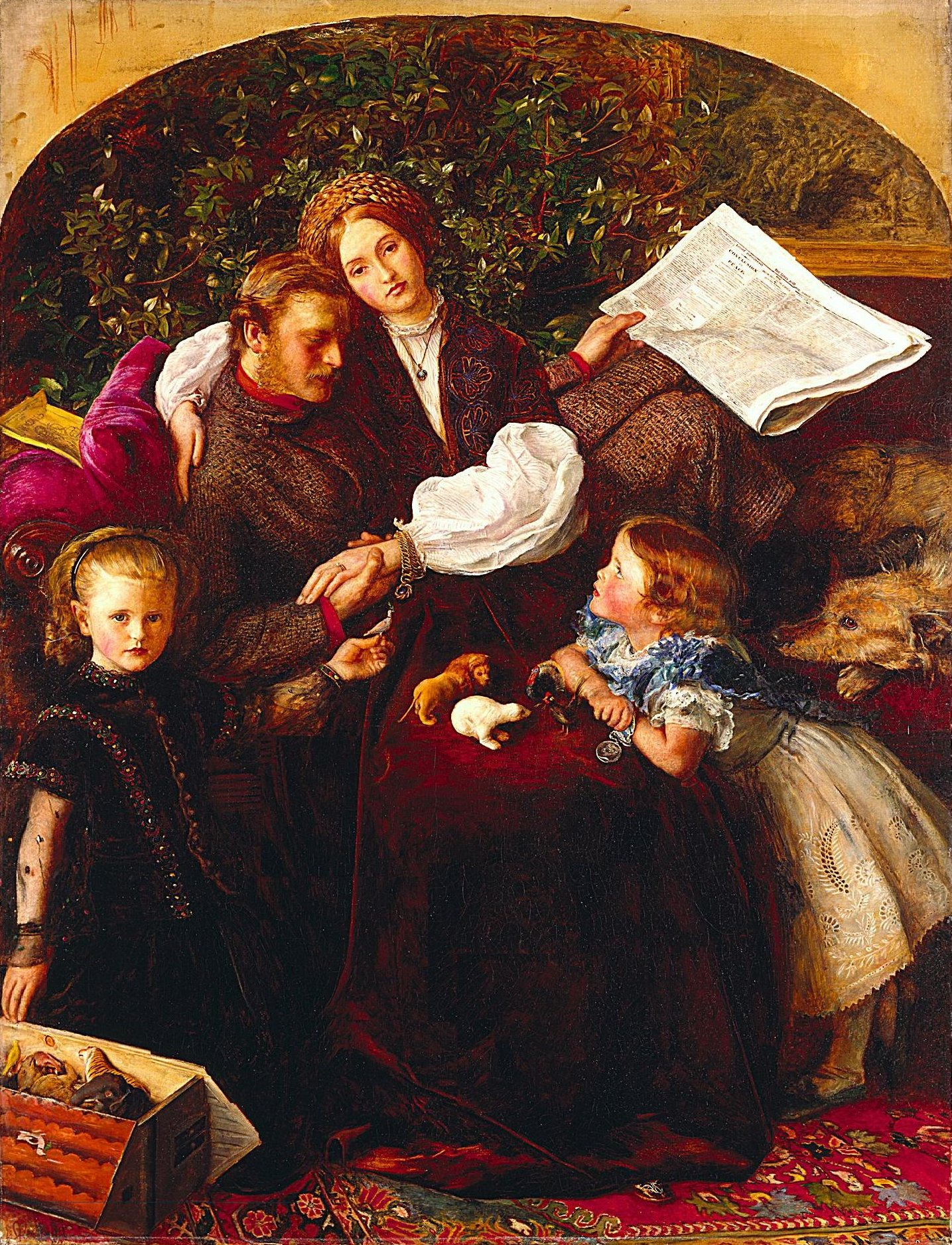
Peace Concluded, satire op naar huis kerende officieren terwijl soldaten vochten in de Krimoorlog
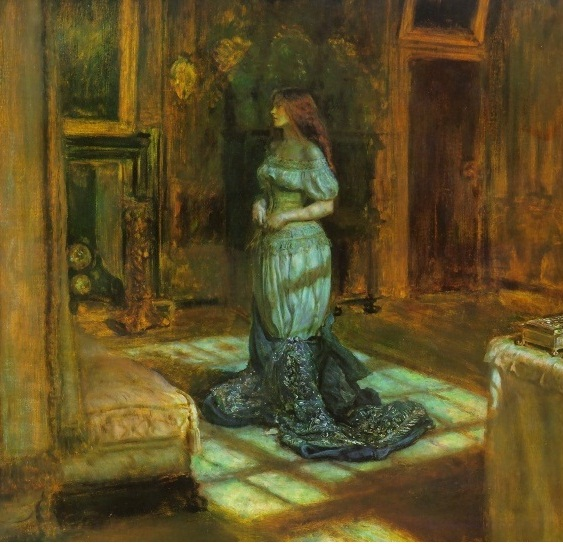
The Eve of Agnes
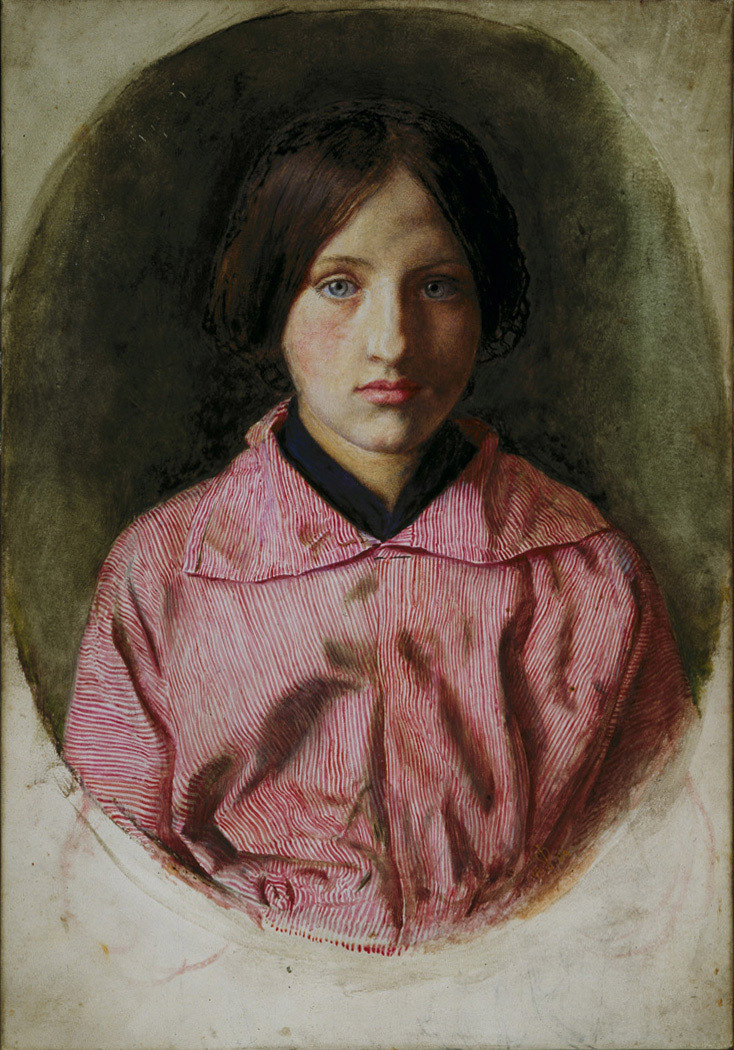
Portrait of Effie Gray
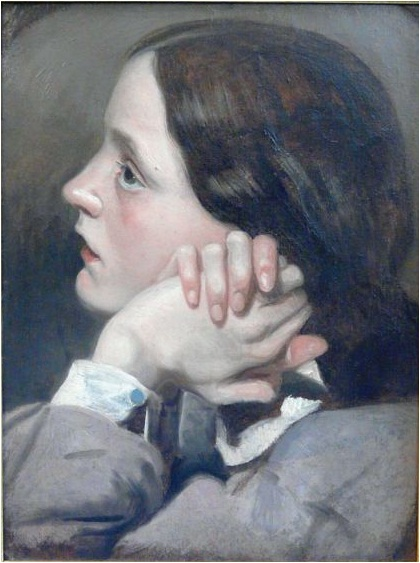
Portrait of Effie Gray